# Zvonko Milojević
Zvonko Milojević (in serbo Звoнкo Mилojeвић?; Jagodina, 30 agosto 1971) è un ex calciatore serbo, fino a metà anni 1990 jugoslavo, di ruolo portiere.

## Palmarès

### Club

#### Competizioni nazionali
- Prva Liga (Jugoslavia): 3

Stella Rossa: 1989-90, 1990-91, 1991-92
- Campionato jugoslavo: 1

Stella Rossa: 1994-95
- Coppa di Jugoslavia: 1

Stella Rossa: 1989-90
- Coppa di Serbia: 4

Stella Rossa: 1992-1993, 1994-1995, 1995-1996, 1996-1997
- Supercoppa del Belgio: 2

Anderlecht: 2000, 2001
- Campionato belga: 2

Anderlecht: 1999-00, 2000-01
- Coppa di Lega belga: 1

Anderlecht: 2000-01

#### Competizioni internazionali
- Coppa dei Campioni: 1

Stella Rossa: 1990-91
- Coppa Intercontinentale: 1

Stella Rossa: 1991